# Ugayafukiaezu
 (avril 2020).
Si vous disposez d'ouvrages ou d'articles de référence ou si vous connaissez des sites web de qualité traitant du thème abordé ici, merci de compléter l'article en donnant les références utiles à sa vérifiabilité et en les liant à la section « Notes et références ».
Ugayafukiaezu est une déité japonaise (kami). Dans le Kojiki, il est nommé Amatsuhitakahiko Nakisatake Ugayafukiaezu no Mikoto (天津日高日子波限建鵜草葦不合命) et dans le Nihon shoki Hikonagisatake Ugayafukiaezu no Mikoto (彦波瀲武鸕鶿草葺不合尊).
Ugayafukiaezu est le fils de Hoori et de Toyo-tama. Bien que cette dernière fût mise enceinte à Ryugu, le palais sous-marin, elle alla enfanter sur la terre ferme, ne désirant pas avoir un enfant du Tenjin (dieu du Ciel) en mer. Le couple essaya de bâtir une maison pour que l'accouchement puisse avoir lieu sur la plage, mais, tandis qu'ils finissaient de couvrir le toit de plumes de cormorans au lieu d'herbe, Toyo-tama commença à accoucher. L'enfant fut donc nommé Ugayafukiaezu, littéralement « le plafond en plumes de cormoran, alternatives à l'herbe, n'était pas prêt ».
Alors qu'elle était en train d'accoucher, elle dit à Hoori : « Une personne mettant au monde un enfant dans un pays étranger revient à sa forme originale. Puisque je pense que cela m'arrivera aussi, ne regarde pas dans la maison, quoi qu'il se passe, pendant que j'accouche. » Mais Hoori désobéit et vit la forme originale de sa femme, le requin Yahirowani, et il s'enfuit. Pleine de honte, Toyo-tama retourna dans la mer en abandonnant son enfant et envoyant sa plus jeune sœur Tamayoribime (ja) à sa place. Tout en lui gardant rancune, elle aimait toujours Hoori et souffrait de son absence, aussi continua-t-elle à communiquer avec lui par l'intermédiaire de sa sœur.
Plus tard, Ugayafukiaezu épousa Tamayoribime, dont il eut quatre enfants : Itsuse (ja), Inahi (ja), Mikenu (ja) et Wakemikenu aussi appelé Iwarebiko. Mikenu se rendit à Tokoyo (常世, lit. « le monde normal ») et Inahi retourna à l'océan d'où sa mère était originaire. Wakamikenu, le plus jeune, devint plus tard l'empereur Jinmu.